# 簡易な免許手続
簡易な免許手続（かんいなめんきょてつづき）は、無線局の免許申請にあたり、無線局免許申請書などの記載や予備免許、落成検査が省略される制度である。

## 解説
1958年（昭和33年）の電波法改正により制度化されたもので、具体的には総務省令無線局免許手続規則第2章第1節の2 無線局の簡易な免許手続による。
本節の構成は2004年（平成16年）3月1日現在
第15条　記載事項の省略
- 無線局免許申請書の記載事項の一部を省略できる無線局とその事項について規定している。

第15条の2　工事設計書の記載の省略
- 無線局を承継する場合に工事設計書の記載事項を省略できる無線局とその事項について規定している。

第15条の2の2　申請手続の省略
- 同一人に属する二以上の無線局について工事設計書や無線局免許申請書の記載事項の一部を省略できる無線局とその事項について規定している。

第15条の3　工事設計書の記載の簡略
- 免許申請書が提出された無線局の無線設備の工事設計の内容と工事設計の内容が同一である無線設備を使用する無線局の免許の申請をしようとする場合の工事設計書の記載事項の省略について規定している。
  - 工事設計書の写しがあらかじめ提出されている場合に限る。提出の手続については、総務省告示[4]   による。
- 総務省告示[5] にある適合表示無線設備を使用している場合は、工事設計書の技術基準の項目についても省略できる。

第15条の4　適合表示無線設備使用無線局の免許手続の簡略
- 予備免許、落成検査が省略されることを規定している。

第15条の5　遭難自動通報局等の免許手続の簡略
- 予備免許、落成検査が省略されることを規定している。
  - 遭難自動通報局以外で適用される無線局は、総務省告示[6]による。

第15条の6　特定実験試験局の免許手続の簡略
- 予備免許、落成検査が省略されることを規定している。